# Zasiedzenie
Zasiedzenie (łac. usucapio) – sposób nabycia określonego prawa wskutek upływu czasu, jedna z instytucji dawności. Funkcją zasiedzenia jest uzgodnienie stanu prawnego i stanu posiadania, instytucją prawną, która może działać przeciwstawnie do zasiedzenia, jest tzw. rękojmia wiary publicznej ksiąg wieczystych. Swoistym odstępstwem prawnym są obydwa te uregulowania.

## Zasiedzenie w historii
- W prawie rzymskim wymagano spełnienia pięciu przesłanek: res habilis (rzecz, którą można zasiedzieć); titulus (tytuł prawny); fides (dobra wiara); possessio (posiadanie); tempus (czas)[1].
- W polskim prawie ziemskim zasiedzenie występowało od XIII wieku. Zasadniczą przesłanką był czas. Statut warcki przewidywał 30 lat dla zastawionych nieruchomości.
- W nowożytnym prawie miejskim wymagano tytułu prawnego (np. umowa kupna), dobrej wiary, upływu czasu (co do ruchomości rok i 6 tygodni; co do nieruchomości – jeżeli dokonano już wydania – rok i 6 tygodni; w innych wypadkach 31 lat, 6 tygodni i 3 dni).
- Nie można było zasiedzieć: rzeczy państwowej, rzeczy służącej do kultu religijnego, rzeczy pochodzącej z kradzieży.

## Przedmiot zasiedzenia
Przedmiotem zasiedzenia mogą być niektóre z praw rzeczowych. Podstawą zasiedzenia jest posiadanie samoistne, czyli faktyczne władanie rzeczą jak właściciel, jednocześnie formalnie nim nie będąc. Odnosi się ono do tych praw, z którymi wiąże się władza nad rzeczą. Rzeczy, które ze swojej natury nie mogą być przedmiotem własności (np. części składowe, które nie zostały zgodnie z prawem „wyodrębnione”), nie mogą być przedmiotem zasiedzenia, np. pokój w hotelu (podczas gdy cały opuszczony hotel już tak), piwnica, strych – chyba że wyodrębniono ich własność – zgodnie z odpowiednimi przepisami.
Przedmiotem zasiedzenia może być:
- własność nieruchomości
- służebność przesyłu
- służebność gruntowa (nigdy służebność osobista – art. 304 k.c.)
- użytkowanie wieczyste (ale tylko już wcześniej ustanowione)
- własność rzeczy ruchomej (tylko przez osobę będącą w dobrej wierze).

Służebność gruntowa może być nabyta przez zasiedzenie tylko w wypadku, gdy polega na korzystaniu z trwałego i widocznego urządzenia (art. 292 k.c.).
W latach 1961–1990 nie można było nabyć w drodze zasiedzenia nieruchomości stanowiącej własność Skarbu Państwa.
Można przez zasiedzenie stać się właścicielem części nieruchomości gruntowej. Na skutek zasiedzenia nastąpi wydzielenie nowej nieruchomości z nowym właścicielem.
Możliwe jest zasiedzenie udziału w prawie własności rzeczy, jako konsekwencja możliwości współposiadania.
Nie można nabyć przez zasiedzenie lokalu mieszkalnego lub użytkowego, jeżeli nie był on wcześniej wyodrębniony zgodnie z właściwymi przepisami. To samo dotyczy zasiedzenia prawa użytkowania wieczystego.

## Przesłanki
Kodeks cywilny do zasiedzenia nieruchomości wymaga upływu, od momentu objęcia rzeczy w posiadanie, lat dwudziestu dla posiadacza samoistnego w dobrej wierze, a lat trzydziestu przy złej wierze. Dobrą lub złą wiarę ocenia się na stan z momentu obejmowania w posiadanie. Późniejsza utrata dobrej wiary nie wyklucza zasiedzenia (łac. mala fides superveniens non nocet).
Od 30 kwietnia 2016 r. do 4 października 2023 r. nabyć nieruchomość rolną w rozumieniu przepisów ustawy z dnia 11 kwietnia 2003 r. o kształtowaniu ustroju rolnego (Dz.U. z 2022 r. poz. 2569) przez zasiedzenie mógł jedynie rolnik indywidualny w rozumieniu przepisów tej ustawy, jeżeli – ustalona zgodnie z przepisami art. 5 ust. 2 i 3 tej ustawy – powierzchnia nabywanej nieruchomości rolnej wraz z nieruchomościami rolnymi stanowiącymi jego własność nie przekroczyła 300 ha użytków rolnych.
Rzecz ruchomą można natomiast zasiedzieć jedynie w dobrej wierze po upływie lat trzech. Nie można dokonać zasiedzenia ruchomości w złej wierze. Dobra wiara musi obejmować cały okres posiadania, nie tylko moment objęcia w posiadanie, jak w przypadku nieruchomości. Tak więc utrata dobrej wiary wyklucza zasiedzenie (łac. mala fides superveniens nocet).
Dobra wiara posiadacza polega na usprawiedliwionym w danych okolicznościach przekonaniu, że przysługuje mu takie prawo do władania rzeczą, jakie faktycznie wykonuje. W złej wierze znajduje się jednak nie tylko ten, który wie, że nie jest właścicielem – np. rzecz ruchoma znajduje się w posiadaniu złodzieja, ale również ten, który nie dołożył należytej staranności w sprawdzeniu, czy skutecznie nabywa własność – np. umowa przeniesienia własności nieruchomości nie została zawarta w formie aktu notarialnego lub ruchomość została nabyta od osoby niemającej zdolności do czynności prawnych.
Posiadacz samoistny nie musi udowadniać swojej dobrej wiary, gdyż ustawodawca wprowadził domniemanie dobrej wiary (art. 7 k.c.). Domniemanie to musi obalić właściciel broniący swojej własności przed zasiedzeniem.
Do zasiedzenia prowadzi tylko posiadanie samoistne. Musi mieć charakter władania rzeczą z zamiarem posiadania jej dla siebie (łac. cum animo rem sibi habendi). Dlatego też nie może doprowadzić do zasiedzenia posiadanie zależne – wynikające z objęcia rzeczy w wyniku zawarcia umowy najmu, dzierżawy czy użyczenia – chociażby było długotrwałe, chyba że posiadacz sam zmieni sobie podstawę posiadania, to znaczy zacznie zachowywać się jak właściciel rzeczy.
Posiadanie samoistne musi być również nieprzerwane. Do biegu zasiedzenia stosuje się odpowiednio przepisy o biegu przedawnienia roszczeń (o czym niżej). Do zasiedzenia mają zastosowanie przepisy regulujące posiadanie (art. 336-352 Kodeksu cywilnego). I tak:
- domniemywa się, że ten, kto rzeczą faktycznie włada, jest posiadaczem samoistnym (art. 339 k.c.); wystarczy udowodnić, że rzeczą się faktycznie włada, aby zostać uznanym za posiadacza samoistnego; ciężar dowodu przechodzi na stronę, która zaprzecza, jakoby posiadający był posiadaczem samoistnym
- domniemywa się ciągłość posiadania (art. 340 zd. 1 k.c.); posiadacz nie musi udowadniać, że posiadał rzecz ciągle, to właściciel, który nie chce dopuścić do zasiedzenia, musi udowodnić brak ciągłości posiadania
- przeszkoda przemijająca nie przerywa posiadania (art. 340 zd. 2 k.c.)
- posiadanie przywrócone poczytuje się za nieprzerwane (art. 345 k.c.)
- oddanie rzeczy w posiadanie zależne nie oznacza utraty posiadania samoistnego (art. 337 k.c.).

Jeżeli podczas biegu zasiedzenia nastąpi przeniesienie posiadania, obecny posiadacz może doliczyć do czasu, przez który sam posiada, czas posiadania swojego poprzednika. Jeżeli jednak poprzedni posiadacz uzyskał posiadanie nieruchomości w złej wierze, czas jego posiadania może być doliczony tylko wtedy, gdy łącznie z czasem posiadania obecnego właściciela wynosi przynajmniej lat trzydzieści. To samo dotyczy wypadku, gdy obecny posiadacz jest spadkobiercą poprzedniego posiadacza (art. 176 k.c.).
Podsumowanie
Przesłanki konieczne do zasiedzenia nieruchomości, służebności gruntowych i użytkowania wieczystego:
- nieprzerwane posiadanie samoistne
- upływ czasu (20 lat przy dobrej wierze posiadacza, a 30 przy złej, ocenianej w momencie objęcia w posiadanie).

Przesłanki konieczne do zasiedzenia rzeczy ruchomej:
- nieprzerwane posiadanie samoistne
- upływ trzech lat
- dobra wiara posiadacza przez cały okres posiadania.

## Bieg zasiedzenia
Bieg zasiedzenia rozpoczyna się z chwilą objęcia rzeczy w posiadanie samoistne.
Bieg zasiedzenia nie rozpoczyna się, a rozpoczęty ulega zawieszeniu:
- przeciwko rodzicom, jeśli posiadaczem samoistnym jest dziecko, przez czas trwania władzy rodzicielskiej (art. 121 pkt 1 w zw. z art. 175 k.c.)
- przeciwko osobom sprawującym opiekę lub kuratelę, jeśli posiadaczem samoistnym jest osoba niemająca pełnej zdolności do czynności prawnych – przez czas sprawowania przez te osoby opieki lub kurateli (art. 121 pkt 2 w zw. z art. 175 k.c.)
- przeciwko małżonkowi, jeśli posiadaczem samoistnym jest drugi małżonek – przez czas trwania małżeństwa (art. 121 pkt 3 w zw. z art. 175 k.c.)
- w każdym przypadku, gdy z powodu siły wyższej niemożliwe jest podjęcie przed sądem właściwych czynności procesowych, przerywających bieg zasiedzenia – przez czas trwania przeszkody (art. 121 pkt 4 w zw. z art. 175 k.c.).

Po ustaniu określonej wyżej przyczyny zasiedzenie rozpoczyna się lub jego bieg jest kontynuowany.
Wstrzymanie zakończenia biegu zasiedzenia dotyczy osób, które nie mają pełnej zdolności do czynności prawnych (z wyłączeniem zasiedzenia nieruchomości należącej do osoby małoletniej, o czym niżej). Bieg zasiedzenia w tych przypadkach nie może skończyć się wcześniej, niż z upływem dwóch lat od ustanowienia dla tych osób przedstawiciela ustawowego albo od ustania przyczyn jego ustanowienia. Odpowiednio należy stosować to unormowanie do osób, co do których istnieją podstawy do ich całkowitego ubezwłasnowolnienia.
Ustawodawca polski wprowadził specjalny przepis chroniący małoletniego właściciela nieruchomości – zasiedzenie przeciwko niemu może się skończyć dopiero z upływem dwóch lat od uzyskania przez niego pełnoletniości (art. 173 Kodeksu cywilnego). Jest to przepis szczególny wobec ogólnych przepisów o przedawnieniu roszczeń, stosowanych odpowiednio na mocy art. 175 k.c.
Jeśli zachodzą powołane wyżej przesłanki mimo upływu terminu zasiedzenia, nabycie własności jest odroczone. Dopiero jeśli przez czas trwania dodatkowo wyznaczonego terminu nie dojdzie do przerwania biegu przedawnienia, dochodzi do nabycia własności.
Bieg terminu zasiedzenia przerywa każda czynność przed sądem lub innym organem powołanym do rozpoznawania spraw lub do egzekwowania roszczeń danego rodzaju albo przed sądem polubownym, przedsięwzięta w celu dochodzenia, ustalenia, zaspokojenia lub zabezpieczenia roszczeń. W szczególności chodzi tu o roszczenie windykacyjne. Według Edwarda Gniewka bieg zasiedzenia przerywa także powództwo o ustalenie prawa własności, pozew o uzgodnienie treści prawa własności, wniosek o wpis do księgi wieczystej ostrzeżenia o niezgodności dotychczasowego wpisu z rzeczywistym stanem prawnym, wniosek o wszczęcie egzekucji wydania rzeczy. Nie stanowi czynności przerywającej bieg zasiedzenia pozew, czy wniosek zwrócony, odrzucony lub oddalony przez wspomniany wyżej organ.
Doktryna prawnicza nie wypowiada się jednoznacznie co do skutków uznania przez posiadacza samoistnego, że nie jest właścicielem. Według jednych powoduje to jedynie utratę dobrej wiary (czyli uniemożliwia zasiedzenie ruchomości i wydłuża do 30 lat okres zasiedzenia nieruchomości), według innych oznacza, że posiadacz nie jest już posiadaczem samoistnym i nawet zasiedzenie nieruchomości w złej wierze nie jest już możliwe.
Jeżeli po przerwaniu biegu zasiedzenia nadal rzeczą włada posiadacz samoistny, termin zasiedzenia biegnie od na nowo (art. 124 § 1 w zw. z art. 175 k.c.). Jeśli bieg został przerwany wszczęciem postępowania przed organem, to bieg zasiedzenia zaczyna się na nowo dopiero od zakończenia tego postępowania (art. 124 § 2 w zw. z art. 175 k.c.).

## Skutki
Skutkiem zasiedzenia jest pierwotne nabycie własności (czy innego wyżej wskazanego prawa rzeczowego) przez posiadacza, który może żądać, aby stwierdził to sąd w orzeczeniu. Nabycie następuje z mocy prawa i orzeczenie takie jest deklaratoryjne, a nie konstytutywne i w przypadku nieruchomości stanowi podstawę wpisu nowego właściciela do księgi wieczystej. Z drugiej strony upływ terminu zasiedzenia powoduje utratę prawa przez dotychczasowego właściciela.
Utrata prawa dotyczy jednak jedynie właściciela, nie zaś osób trzecich. Oznacza to, że nie wygasają wraz z prawem własności poprzedniego właściciela dotychczasowe obciążenia rzeczy – w szczególności ograniczone prawa rzeczowe – służebności i hipoteka. Własność nieruchomości nabyta przez jednego ze współmałżonków w drodze zasiedzenia wchodzi w skład majątkowej wspólności ustawowej wówczas, gdy bieg terminu zasiedzenia zakończył się w czasie trwania wspólności ustawowej.

## Postępowanie sądowe
Stwierdzenie zasiedzenia następuje w postępowaniu nieprocesowym, uregulowanym w Kodeksie postępowania cywilnego w art. 609-610. Opłata sądowa od wniosku o stwierdzenie nabycia służebności gruntowej przez zasiedzenie wynosi 200 zł, a w przypadku nieruchomości 2000 zł (ustawa z dnia 28 lipca 2005 roku o kosztach sądowych w sprawach cywilnych (Dz.U. z 2024 r. poz. 959)).